# Cracked.com
Cracked.com — гумористичний вебсайт, створений 2005 року.
Вебсайт було створено 2005 року як вебверсію журналу Cracked, що виходив з 1958 по 2001 роки. Раніше видання було схожим на інший сатиричний журнал Mad, проте його нова реінкарнація, разом з вебверсією, мала стати «журналом Maxim для бідних». І хоча новий стиль журналу виявився невдалим, і після лише трьох випусків 2007 року він закрився, вебсайт Cracked.com продовжив існування.
Вебсайт орієнтований на молодь. Серед визначних тем матеріалів сайту — інтернет, онлайн-ігри, комп'ютери тощо. Авторами сайту є як штатні редактори, так і фрилансери, які можуть опублікувати власні матеріали, вказавши використані джерела. 